# NUDT18
NUDT18 (англ. Nudix hydrolase 18) – білок, який кодується однойменним геном, розташованим у людей на 8-й хромосомі. Довжина поліпептидного ланцюга білка становить 323 амінокислот, а молекулярна маса — 35 501.
| 10         |  | 20         |  | 30         |  | 40         |  | 50         |
| ---------- |  | ---------- |  | ---------- |  | ---------- |  | ---------- |
| MASEGLAGAL |  | ASVLAGQGSS |  | VHSCDSAPAG |  | EPPAPVRLRK |  | NVCYVVLAVF |
| LSEQDEVLLI |  | QEAKRECRGS |  | WYLPAGRMEP |  | GETIVEALQR |  | EVKEEAGLHC |
| EPETLLSVEE |  | RGPSWVRFVF |  | LARPTGGILK |  | TSKEADAESL |  | QAAWYPRTSL |
| PTPLRAHDIL |  | HLVELAAQYR |  | QQARHPLILP |  | QELPCDLVCQ |  | RLVATFTSAQ |
| TVWVLVGTVG |  | MPHLPVTACG |  | LDPMEQRGGM |  | KMAVLRLLQE |  | CLTLHHLVVE |
| IKGLLGLQHL |  | GRDHSDGICL |  | NVLVTVAFRS |  | PGIQDEPPKV |  | RGENFSWWKV |
| MEEDLQSQLL |  | QRLQGSSVVP |  | VNR        |  |            |  |            |

A: Аланін

C: Цистеїн

D: Аспарагінова кислота

E: Глутамінова кислота

F: Фенілаланін

G: Гліцин

H: Гістидин

I: Ізолейцин

K: Лізин

L: Лейцин

M: Метіонін

N: Аспарагін

P: Пролін

Q: Глутамін

R: Аргінін

S: Серин

T: Треонін

V: Валін

W: Триптофан

Кодований геном білок за функцією належить до гідролаз. 
Задіяний у таких біологічних процесах, як метаболізм нуклеотидів, альтернативний сплайсинг. 
Білок має сайт для зв'язування з іонами металів, іоном магнію, іоном марганцю. 